# Dama de pică (nuvelă)
Dama de pică (rusă Пиковая дама) este o nuvelă socială a scriitorului rus Aleksandr Pușkin, scrisă în 1833.
Nuvela a fost scrisă în toamna anului 1833, la Boldino. A fost tipărită pentru prima dată în „Biblioteca pentru lectură”, în 1834, vol. II, cartea a 3-a.
După mărturia lui Pușkin, nuvela a avut mult succes. „«Dama mea de pică» este la modă. Jucătorii pontează pe trei, șapte și as” (scria Pușkin la 7 aprilie 1834 în jurnalul său). Fiodor Dostoievski a apreciat mult nuvela lui Pușkin. În 1880, acesta a mărturisit lui M. A. Polivanov, un cunoscut de al său: 
„Suntem niște pigmei în comparație cu Pușkin. Nu mai există printre noi un asemenea geniu. Ce frumusețe, ce vigoare are fantezia lui! Am recitit de curând Dama de pică. Ce fantezie!... Cu o analiză subtilă el a urmărit toate mișcările lui Hermann, toate chinurile lui, toate speranțele și, în sfârșit, neașteptata și îngrozitoarea lui cădere.”
Tot Pușkin mărturisea că intriga principală a nuvelei nu este născocită. Bătrâna contesă este Natalia Petrovna Golițâna, mama lui D. Vladimirovici, guvernatorul general al Moscovei, care e trăit la Paris. Nepotul ei, Golițân, i-a povestit lui Pușkin că, odată, a pierdut la jocul de cărți și a venit la bunica sa să-i ceară bani. Ea nu i-a dat bani, dar i-a indicat trei cărți pe care i le spusese și ei cineva, cândva, la Paris. Nepotul a mizat pe aceste cărți și și-a recâștigat banii. 
Desfășurarea ulterioară a acțiunii nuvelei este născocită. Neșciochin îi spusese lui Pușkin că contesa nu seamănă cu Golițâna, ci mai degrabă cu altă bătrână, N. C. Zagriajscaia.
Fiodor Dostoievski a declarat nuvela „o culme a artei fantasticului”, iar Oliviu Crâznic o consideră o dovadă a importanței curentului gotic în literatura universală.